# Siły Zbrojne Polskiej Rzeczypospolitej Ludowej
Siły Zbrojne Polskiej Rzeczypospolitej Ludowej (SZ PRL) – oficjalna nazwa sił zbrojnych PRL używana w czasie ich istnienia (1952–1989). Siły zbrojne Polski w okresie komunizmu (1944–1989) były określane przez ówczesne władze, propagandę oraz piśmiennictwo tego okresu jako „Ludowe Wojsko Polskie (LWP)”.

## Geneza nazwy
Przyjęta 22 lipca 1952 Konstytucja PRL zmieniła m.in. nazwę państwa na Polska Rzeczpospolita Ludowa (PRL). Jedną z konsekwencji nowej konstytucji była zmiana nazwy sił zbrojnych w Polsce na SZ PRL. Nazwa sił zbrojnych zawarta została w art. 6 Konstytucji PRL. Nazwa Siły Zbrojne PRL używana była przez łącznie 37 lat (1952–1989). Po zmianie konstytucji 29 grudnia 1989, w której m.in. zmieniono nazwę państwa na Rzeczpospolitą Polską (weszła w życie od 31 grudnia 1989)  zastosowano określenie „Siły Zbrojne Rzeczypospolitej Polskiej”.